# Fefafa Corona
La Fefafa Corona è una struttura geologica della superficie di Venere.